# إشباع نرجسي
الإشباع النرجسي هو مفهوم في بعض نظريات التحليل النفسي يصف نوعًا من الإعجاب أو الدعم الواقع بين الأشخاص أو المساندة التي يحصل عليها فرد ما من بيئته (خاصة من المعتنين، والمعتمدين على غيرهم وآخرين). وتعتبر حاجة صحية لدى الرضيع.
ويُستخدم المصطلح في الواقع بصورة سلبية حيث يصف حالة مرضية أو حاجة زائدة لجذب الانتباه أو الإعجاب والتي لا تهتم بمشاعر الآخرين أو بآرائهم أو بما يفضلونه.

## فينيشيل وسيمل، و«الحاجة النرجسية»
استعمل المحلل النفسي أوتو فينيشيل مصطلح "الإشباع النرجسي" عام 1938 لوصف الطريقة التي يطلب بها الشخص النرجسي "الإشباع النرجسي" من البيئة بطريقة مماثلة لطريقة طلب الرضيع لمصدر خارجي للطعام". وبالاعتماد على مفهوم فرويد الخاص "بالإرضاء النرجسي" وجهود المحلل النفسي كارل أبراهام في "دراسة قصيرة حول تطور الشهوة الجنسية"، ألقى فينيشيل الضوء على «الحاجة النرجسية» في مرحلة النمو المبكرة. ولاحظ أنه "ذُكر تكرارًا أن الأطفال الصغار يريدون بعض أنواع مصادر الإشباع النرجسية للحفاظ على توازنهم".
يرى فينيشيل إلى جانب أبراهام والمحلل النفسي ساندور رادو أن «فقد مصادر الإشباع النرجسي الأساسية» يعتبر عاملاً في استعداد الفرد للتعرض للاكتئاب: «بعد حالات خيبة الأمل من هذا النوع يطلب الطفل مصادر إشباع نرجسية خارجية تعويضية لاحقة خلال حياته». وقد اعتبر فينيشيل أن الدفع العصبي (متضمنًا حالات الإدمان) مشابهًا كمنتجات «للصراعات المتعلقة بالحصول على 'مصادر الإشباع'». وعلاوة على ذلك لاحظ أنه «يمكن 'لمدمني الحب' البحث عن [...] مصادر الإشباع النرجسي من خلال طرق مختلفة». وإحدى هذه الطرق هو التأثير على الشخص المشارك في العلاقة «بكل الوسائل السحرية [...] للتصرف على هذا النحو للسماح باعتبار احتياجات الفاعل مصدرًا للإشباع النرجسي».
لقد اعتبر المحلل النفسي إرنست سيمل عام (1920) عصاب القمار 'ناتجًا عن محاولات الكسب، من خلال آلية الارتداد إلى أساليب سلوكية طفولية مبكرة، أي «مصادر الإشباع النرجسي» - وهي الطعام والحب والراحة والانتباه - والتي كان يعتقد المقامر أنه حُرم منها'. وقد ألقى فينيشيل بدوره الضوء على 'حدة الصراعات، بالنسبة للمقامر، المتعلقة بالحصول على «مصادر الإشباع»... وإعادة الطمأنينة الضرورية بشأن القلق أو الشعور بالذنب'.

## الاضطرابات الشخصية
استخدم المحلل النفسي أوتو كيرنبرج المصطلح مصادر الإشباع النرجسي كجزء من وصفه لما أسماه النرجسية الخبيثة عندما كان يصف المجرمين. وقد أشار كيرنبرج إلى الفتور في هذا النوع من العلاقات النرجسية باعتباره «ميلًا إلى احتقار الآخرين إلا في المعالجة المثالية المؤقتة لمصادر الإشباع النرجسي» وافترض أن هذا كان ميزة تفرّق بين النرجسية المرضية والطبيعية. وقد تحدث عالم النفس الذاتي هاينز كوهوت عن كيفية «حدوث بعض أنواع الانكسار عندما لا تتوفر مصادر الإشباع النرجسي أو لا تتوفر المساندة النرجسية أو المدح أو الاستحسان، لدى الشخص المصاب بحالة اضطرابات الشخصية النرجسية».